# Điềm Thụy
Điềm Thụy là một xã ở phía đông nam của tỉnh Thái Nguyên, Việt Nam.

## Địa lý
Xã Điềm Thụy có vị trí địa lý:
- Phía đông giáp xã Phú Bình, xã Kha Sơn và tỉnh Bắc Ninh
- Phía tây giáp phường Phổ Yên và phường Vạn Xuân
- Phía nam giáp phường Vạn Xuân và tỉnh Bắc Ninh
- Phía bắc giáp phường Bách Quang và xã Tân Khánh.

Xã Điềm Thụy có diện tích 42,033 km², dân số năm 2025 là 41.860 người. Khu vực được định hướng tập trung phát triển công nghiệp, đô thị và dịch vụ. Trên địa bàn hiện có các khu công nghiệp lớn như: Khu công nghiệp Điềm Thụy, khu công nghiệp Yên Bình 2, khu công nghiệp Thượng Đình, khu công nghệ thông tin tập trung Yên Bình, cùng các khu dân cư và đô thị đã được quy hoạch.

## Lịch sử
Vào cuối thế kỷ XIX, vùng đất hai xã Hà Châu và Nga My cũ được tách khỏi huyện Hiệp Hòa, phủ Bắc Hà, tỉnh Bắc Ninh để sáp nhập vào huyện Tư Nông, phủ Phú Bình, tỉnh Thái Nguyên.
Tháng 6 năm 2025, xã Điềm Thụy được thành lập trên cơ sở nhập toàn bộ diện tích tự nhiên, quy mô dân số của xã Điềm Thụy (diện tích tự nhiên là 12,72 km²; dân số là 10.604 người); xã Hà Châu (diện tích tự nhiên là 5,32 km²; dân số là 7.793 người); xã Nga My (diện tích tự nhiên là 12,63 km²; dân số là 12.726 người) và một phần của xã Thượng Đình (diện tích tự nhiên là 11,36 km², dân số là 10.737 người) của huyện Phú Bình. Trụ sở làm việc của xã nằm tại trụ sở xã Điềm Thụy cũ.

## Hành chính
Đến năm 2009, xã Điềm Thụy được chia thành bảy xóm: Ngọc Sơn, Điềm Thuy, Thuần Pháp, Hanh, Trang, Trung, Bình.
Đến năm 2009, xã Hà Châu được chia thành 16 xóm: Trầm Hương, Đắc Trung, Chùa Gia, Táo, Núi, Hợp Tác Xã, Đông, Mới, Chùa, Sỏi, Vôi, Đồn, Chảy, Ngói, Củ, Sau.
Đến năm 2009, xã Nga My được chia thành 26 xóm: Trại, Điếm, Nghể, Đò, Dinh A, Dinh B, Dinh C, Diệm Dương, Núi, Quán Chè, Trại An Cầu, Ngọc Thượng, Ngọc Hạ, Cũ, Cầu Cát, Thái Hòa, Làng Nội, Đại An, Đồng Hòa, Xuân Canh, Ba Tầng, Đình Dầm, Núi Ngọc, Phú Xuân, Bờ Trực, Kén.
Đến năm 2009, xã Thượng Đình được chia thành 15 xóm: Đông Hồ, Trại Mới, Vũ Trấn, Tân Lập, Huống, Rô, Nhân Minh, Đồng Lưa, Ngọc Tâm, Hàng Tài, Đông Yên, Hòa Bình, Gò Lai, Bồng Lai, Hòa Thịnh.

## Kinh tế - Văn hoá
Trên địa bàn xã Thượng Đình cũ có nghề sản xuất đồ gỗ mỹ nghệ ở xóm Vũ Trấn, có nghề truyền thống làm giỏ tôm chủ yếu ở 3 xóm: Hòa Thịnh, Bồng Lai và Gò Lai.
Trên địa bàn xã có chùa Hà Châu được xây dựng năm 1672, hiện còn lưu giữ được nhiều di vật cổ trong đó có tấm bia Cảm Ứng tự bi miêu tả cảnh đẹp của chùa.